# 克里恩
克里恩（德語：Krien）是德国梅克伦堡-前波美拉尼亚州的一个市镇，隶属于前波美拉尼亚-格赖夫斯瓦尔德县。总面积为21.84平方千米，截至2020年总人口为655人。